# Cymodoce madrasensis
Cymodoce madrasensis is een pissebed uit de familie Sphaeromatidae. De wetenschappelijke naam van de soort is voor het eerst geldig gepubliceerd in 1959 door Srinivasan.